# 玛格丽塔岛
11°00′N 64°10′W / 11.000°N 64.167°W
玛格丽塔岛（西班牙語：Isla de Margarita）位于加勒比海，面积920平方公里，属委内瑞拉的新埃斯帕塔州管辖，首府拉亚松森。它是新埃斯帕塔州最大的岛屿，亦是委内瑞拉第一大岛，岛上人口约420,000人。

## 历史
该岛名字来源于希腊语“珍珠”。1498年8月15日，克里斯托弗·哥伦布发现该岛，鉴于岛上盛产珍珠，便以“马加里塔”为该岛命名。此后，西班牙建立了对该岛的统治，并以此开始对委内瑞拉的征服。
1816年5月6日，西蒙·玻利瓦尔在占领该岛后召开委内瑞拉各界大会，宣布建立独立的委内瑞拉第三共和国。
1974年，该岛正式划为自由港。

## 主要城市
- 波拉马尔